# Vương Minh (Tây Ngụy)
Vương Minh (chữ Hán: 王盟, ? – 545), tự Tử Ngỗ, người quận Lạc Lãng, tướng lãnh nhà Tây Ngụy. Ông là cậu của Vũ Văn Thái – quyền thần nhà Tây Ngụy.

## Thân thế
Ông tổ 6 đời là Vương Ba, làm đến Thái tể nhà Tiền Yên.
Ông nội là Vương Trân, làm đến Hoàng môn thị lang nhà Bắc Ngụy, được tặng chức Tịnh Châu thứ sử, Lạc Lãng công.
Cha là Vương Bi, được làm đến Phục ba tướng quân, nằm trong số con em nhà lành chịu đưa đi coi giữ trấn Vũ Xuyên  thuộc Lục trấn, rồi định cư ở đấy.
Minh có em gái là mẹ đẻ của Vũ Văn Thái – quyền thần nhà Tây Ngụy, được truy tôn Minh Đức hoàng hậu.

## Phục vụ nhà Bắc Ngụy
Trong niên hiệu Chánh Quang (520 – 524) thời Bắc Ngụy Hiếu Minh đế, khởi nghĩa Lục trấn nổ ra, Minh hưởng ứng thủ lãnh Phá Lục Hàn Bạt Lăng. Sau khi khởi nghĩa thất bại, Minh ngụ cư ở Trung Sơn.
Đầu niên hiệu Hiếu Xương (525 – 527), Minh được trừ chức Tích xạ tướng quân, theo Tiêu Bảo Dần trấn áp khởi nghĩa. Tiêu Bảo Dần nổi loạn, Minh bèn bỏ trốn, chờ xem biến cố. Đến khi Nhĩ Chu Thiên Quang tiến vào Quan Trung, Minh đi theo ông ta. Sau đó Minh theo Hạ Bạt Nhạc làm tiền phong, tham gia bắt Mặc Kỳ Sửu Nô, bình định Tần Lũng, luôn đi trước sĩ tốt, hăng hái chiến đấu. Minh được bái làm Chinh tây tướng quân, Bình Tần quận thú.
Vũ Văn Thái sắp tiến đánh Hầu Mạc Trần Duyệt, triệu Minh đi Nguyên Châu làm Lưu hậu đại đô đốc, trấn thủ Cao Bình. Sau khi bình được Duyệt, Minh được trừ chức Nguyên Châu thứ sử.

## Phục vụ nhà Tây Ngụy
Bắc Ngụy Hiếu Vũ đế đến Trường An, Minh được phong tước Ngụy Xương huyện công, thực ấp 1000 hộ.
Năm Đại Thống đầu tiên (535) thời Tây Ngụy Văn đế, Minh lại được gia chức Xa kỵ tướng quân, Nghi đồng tam tư. Năm thứ 3 (537), Minh được trưng bái làm Tư không, sau đó chuyển làm Tư đồ. Minh đón Uất Cửu Lư hoàng hậu của Văn đế ở Nhu Nhiên, được gia Thị trung, thăng làm Thái úy. Quyền thần Vũ Văn Thái đưa Văn đế đi đánh Đông Ngụy, lấy Minh làm Lưu hậu Đại đô đốc Hành Ung Châu sự, Tiết độ Quan Trung chư quân. Hàng tướng Đông Ngụy là Triệu Thanh Tước nổi loạn, Minh với Khai phủ Lý Hổ giúp Thái tử Nguyên Khâm chạy ra Vị Bắc. Dẹp xong cuộc nổi loạn, Minh được tiến tước Trường Lạc quận công, tăng ấp kể cả trước đây là 2000 hộ, ban họ Thác Bạt. Đông Ngụy xâm phạm Phần Xuyên, vây Ngọc Bích, Minh ở chức Tả quân đại đô đốc giữ Bồ Phản. Sau khi lui quân, Minh được thăng làm Thái bảo. Năm thứ 9 (544), Minh được tiến vị Thái phó, gia chức Khai phủ nghi đồng tam tư.
Minh phong thái cao nhã, tính nhân từ lại còn bác ái; dẫu địa vị ở bậc sư phó, lễ quan đều xếp sau, nhưng cư xử khiêm tốn và cung kính, chưa từng dựa thế mà kiêu căng với người đời. Tây Ngụy Văn đế rất tôn trọng Minh; khi ông có bệnh, mấy lần ghé nhà, đích thân thăm hỏi. Năm thứ 11 (545), Minh mất, được tặng bản quan, thụy là Hiến Định.

## Hậu nhân
- Con trai trưởng là Vương Lệ.

- Con Lệ là Vương Bật

- Con trai thứ là Vương Mậu.

- Con Mậu là Vương Duyệt.